# Pembius antennalis
Pembius antennalis är en skalbaggsart som beskrevs av Reé Michel Quentin och Jean François Villiers 1971. Pembius antennalis ingår i släktet Pembius och familjen långhorningar. Inga underarter finns listade i Catalogue of Life.